# Pen-Pineapple-Apple-Pen
（簡稱），是日本搞笑藝人古坂大魔王所扮演的虛構創作歌手否古太郎創作，於2016年8月25日發表的歌曲。
歌曲廣受好評，其音樂錄影帶更是引發模仿熱潮，在日本，網友爭相模仿，甚至成為日本全民運動。不只日本，在其他地方也廣受歡迎，歌曲成功登上美國《告示牌》百强单曲榜，打破入圍歌曲最短時長的世界紀錄。
是2016年最熱門的歌曲之一，歌曲在日本百強單曲榜年度排行第6，並獲得第58屆日本唱片大獎特別話題獎與YouTube全球熱門趨勢影片亞軍，截至2020年4月，歌曲音樂錄影帶已獲得超過1.3億觀看次數，相關影片累計超過20億觀看次數。

## 製作與發行
是首全曲長度僅45秒的流行舞曲，以升C小調創作，每分鐘136拍，否古太郎的音域範圍位在F♯3到C♯5之間。否古太郎使用樂蘭的MC-303、MC-808合唱器作曲。歌词主要由英语单词（笔）、（苹果）、（菠萝）构成，講述演唱者分別將筆插入鳳梨與蘋果內。在接受採訪時，否古太郎表示當時他正在家中聽歌寫作，突然他想到自己來自日本最大的蘋果產地（青森縣），又看到桌上剛好有罐打開的鳳梨，因此產生歌詞靈感。
歌曲於2016年10月7日由Avex Music Creative發行，器樂版於同年10月12日發行。加長版收錄在同名專輯，並於12月7日發行。歌曲發行兩天，否古太郎於GirlsAward時裝周上首度現場表演歌曲，10月13日，否古太郎出演朝日電視台《MUSIC STATION》並演唱了。這曲亦使他在第67回NHK紅白歌合戰中以特別企劃身份出場。2020年11月8日播出的特摄剧集《魔進戰隊煌輝者》中，否古太郎飾演的博多南無鈴通过角色多次向PPAP致敬，在劇場版《魔進戰隊煌輝者 THE MOVIE Be-Bop Dream》中以博多南無鈴的身份演唱該曲。
2020年因应2019冠状病毒病疫情，否古太郎将该曲进行改编，歌詞由改成，提醒大家勤洗手预防冠状病毒病。歌曲的最後也解釋了新的的意思，即（為人民與和平祈禱），並表示，代表可成功抗击疫情。此于2020年4月5日发行。

## 專業評價
由於歌詞簡單、旋律又帶有強烈的節奏感，讓人容易琅琅上口，廣受好評。9GAG執行長陳展程稱讚歌曲既簡單又有趣，雖然初次聽到會想說這到底是什麼鬼，但卻讓他不知不覺聽了五遍。
亦獲得多個獎項，包含第49屆日本有線大獎話題獎、2016年新語、流行語大賞前十、網路流行語大賞金獎、第3屆Yahoo!檢索大賞流行語部門獎和第58屆日本唱片大獎特別話題獎。

## 商業成績
於發行首週空降日本《告示牌》百强单曲榜第4名，接著每周都上升一個名次，最終歌曲獲得排行榜冠軍。亦是年度排行第6的歌曲。
在美國，成功登上《告示牌》百強單曲榜第77名，是繼1990年松田聖子以歌曲〈The Right Combination〉登上榜單後，再次有日本歌手上榜。歌曲45秒的時長亦打破了The Womenfolk創作並在1964年入圍《告示牌》百強單曲榜第83名的歌曲〈Little Boxes〉（時長1分2秒），獲得史上時長最短單曲入圍《告示牌》百強單曲榜的世界紀錄。歌曲也成功登上比利時、加拿大、匈牙利與韓國等地音樂排行榜。

## 音樂錄影帶

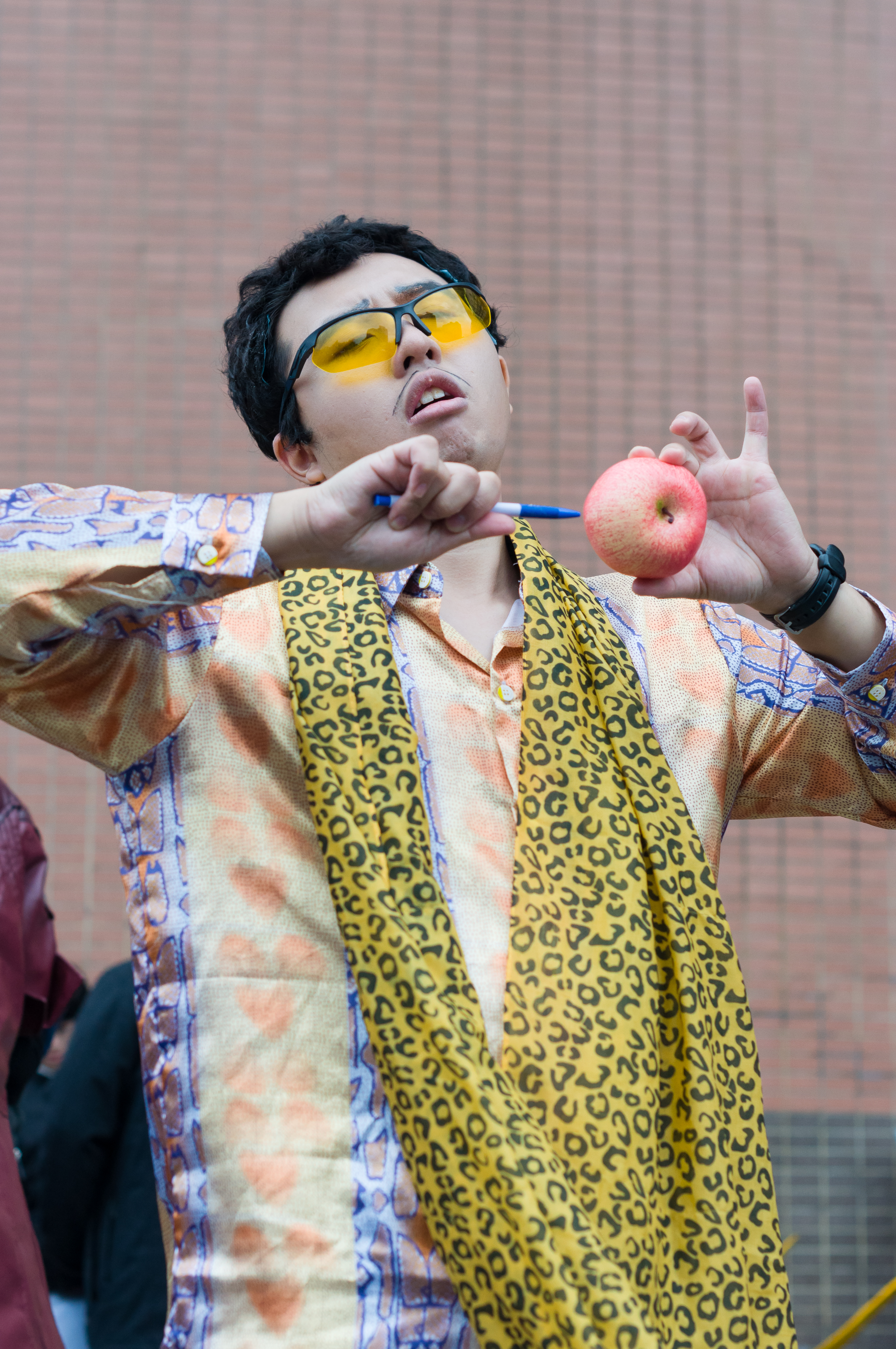
否古太郎cosplayer

的音樂錄影帶（MV）於2016年8月25日發布，中，否古太郎身穿一席帶有豹紋蛇紋的黃色服裝，一邊跳著舞，一邊舉起手將不存在的笔、苹果、菠萝組合在一起。歌曲加長版於2016年10月27日發布，為宣傳歌曲，否古太郎另外拍攝一部舞蹈教學影片。
最初只在日本學生中廣泛流傳，但到了9月，贾斯汀·比伯在推特上表示「（是）我在網路上最喜歡的影片」，至此開始廣為流傳，不到一個月，就擁有百萬觀看次數，在9GAG的Facebook專頁上更超過54萬人按讚。英国广播公司評論歌曲之所以可以網路上造成熱潮，是因為「看它不用花腦力」。
是2016年最熱門的影片之一，不僅被多家媒體譽為是下一代〈江南Style〉，更是2016年YouTube全球熱門趨勢影片亞軍。截至2020年4月，在YouTube已經超過1.3億次觀看人數，相關影片累計超過20億觀看次數。

## 排行榜

### 周榜單
| 榜單（2016年）                              | 最高 排名 |
| ------------------------------------------- | --------- |
| 比利时佛兰德（Ultratop榜外單曲榜）          | 5         |
| 加拿大（加拿大百強單曲榜）                  | 36        |
| 匈牙利（四十強單曲榜）                      | 29        |
| 日本（日本百强单曲榜）                      | 1         |
| 韓國（國際單曲榜）                          | 22        |
| 美國（《告示牌》百强单曲榜）                | 77        |
| 美國（《告示牌》榜外單曲榜）                | 2         |
| 美國（《告示牌》舞曲/電子數位歌曲銷售排行） | 37        |

### 年終榜
| 榜單（2016年）         | 排名 |
| ---------------------- | ---- |
| 日本（日本百强单曲榜） | 6    |